# Staatsstraße 2308
Die Staatsstraße 2308 (Abkürzung: St 2308) ist eine 34 km lange Staatsstraße in den Landkreisen Aschaffenburg und Miltenberg in Unterfranken, die von Obernburg am Main nach Weibersbrunn führt. Sie ist Hauptverkehrsader im Tal der Elsava.

## Verlauf
Sie beginnt in Obernburg am Main an der B 469 / B 426. Sie führt über die Mainbrücke nach Elsenfeld und über die Umgehungsstraße nach Rück. Im weiteren Verlauf berührt sie die Orte Eschau, Sommerau, Hobbach, Heimbuchenthal, Mespelbrunn und Hessenthal. Dort kreuzt die St 2308 die Staatsstraße 2312 (ehem. Bundesstraße 8), verlässt in der Nähe deren Quelle das Tal der Elsava und führt nach Weibersbrunn, wo sie die Bundesautobahn 3 überquert. Die Staatsstraße 2308 verläuft dann durch Weibersbrunn und endet an der Stampfmühle an der Staatsstraße 2317.